# Andrés Manuel del Río
Andrés Manuel Del Río (Madri, 10 de novembro de 1764 — Cidade do México, 23 de março de 1849) foi um químico hispano-mexicano, conhecido por ter descoberto o elemento químico vanádio em 1801.

## Formação
Estudou química analítica e metalurgia em seu país natal, além de filosofia, teologia e literatura. Andrés se formou no colegial em 1780 na Universidade de Alcalá e mais tarde ingressou na Escola de Minas de Almadén, na Espanha. Mais tarde mudou-se para a França, onde estudou em Paris sob a direção do químico Jean d'Arcet. Em 1786, recebeu uma bolsa da coroa espanhola para seguir os cursos Academia de Minas de Schemnitz (então parte do Império Austríaco, e hoje pertencente à Eslováquia). Mais tarde continuou os seus estudos em Freiberg, na Alemanha, sob a direção de Abraham Gottlob Werner. Diz-se, embora não haja nenhuma maneira de comprovar isso, que tornou-se um discípulo de Antoine Lavoisier em Paris e teve que fugir da perseguição na Inglaterra, depois de Lavoisier, considerado o fundador da química moderna, ter sido executado na guilhotina. Andrés veio também a cooperar com René Just Haüy, considerado o pai da cristalografia.